# Eat Your Salad
Eat Your Salad (englisch für Iss deinen Salat) ist ein englischsprachiger Popsong der Gruppe Citi Zēni. Mit dem Titel vertrat sie Lettland beim Eurovision Song Contest 2022 in Turin.

## Hintergrund
Am 5. Januar 2022 gab die Rundfunkanstalt Latvijas Televīzija die Teilnehmer für die kommende Ausgabe von Supernova 2022 bekannt, an der auch die Gruppe Citi Zēni teilnehmen werde. Aus dem am 5. Februar stattfindenden Halbfinale konnte sich die Band für das Finale qualifizieren. Das am 12. Februar stattfindende Finale konnte sie für sich entscheiden, wobei die Gruppe die Höchstpunktzahl von Jury und Zuschauern erhielt.
Der Text wurde von Dagnis Roziņš und Jānis Pētersons geschrieben. Die Musik stammt von Jānis Jačmenkis und Roberts Memmēns. Die Choreografie zum Lied von Beate Svarinska entworfen.

## Inhaltliches
Der Text des Titels ist als anstößig gekennzeichnet und beschreibt einen ökologischen und veganen Lebensstil. So wird beispielsweise auf den Verzicht von Fleisch und Autos Bezug genommen. Der Texter Jānis Pētersons erläuterte, dass ein grüner Lebensstil und Liebe die Hauptbotschaften von Eat Your Salad seien. Lettland sei nach Meinung der Band einer der grünsten Orte der Welt. Als Inspiration diente ein auf einem T-Shirt eines Freundes des Leadsängers aufgedruckter Spruch, der einen veganen Lebensstil in Bezug zu sexuellen Aktivitäten setzt. An den Spruch sei Pētersons wieder erinnert worden, als er an einer Kochshow teilnahm und von einer anwesenden Vegetarierin auf den Zustand der Umwelt aufmerksam gemacht wurde. Ziel sei es gewesen, die entsprechende Botschaft eines nachhaltigen Lebensstiles in einer Art und Weise zu verpacken, die nicht bedrückend wirke. Deshalb habe man bewusst ironische und satirische Elemente im Text unterbringen wollen.
Musikalisch wird der Titel als Ansiedlung zwischen Funk und Pop beschrieben.

## Veröffentlichung und Musikvideo
Der Titel wurde am 13. Januar 2022 veröffentlicht. Nach Veröffentlichung wurde er bereits 30 Millionen Mal auf TikTok abgerufen. Am 21. März erschien ein Musikvideo, das unter der Regie von Niklāvs Vētra entstand. Das Video adaptiere in einer humorvollen Weise den Stil der 70er-Jahre altmodischen Fernsehshows sowie Bollywood-Tanzeinlagen. Laut Pētersons enthält der Clip verschiedene Anspielungen auf den Eurovisions-Wettbewerb selbst, europäische Kulturen und aktuelle Popmusik-Trends. In Bezug auf Komplexität und Aufwand sei das Musikvideo das bislang größte Projekt der Band gewesen. In den Hauptrollen sind neben der Band verschiedene lettische Persönlichkeiten zu sehen.

## Mitwirkende
- Jānis Pētersons: Gesang, Text
- Dagnis Roziņš: Text
- Roberts Memmēns, Jānis Jačmenkins: Musik, Produktion
- Pauls Dāvis Megi: Abmischung
- Svante Forsback: Mastering
- Kaspars Tīmanis: Posaune
- Reinis Puriņš: Trompete
- Oranžās, Radio Trio: Begleitband[5]

## Beim Eurovision Song Contest
Lettland wurde ein Platz in der ersten Hälfte des ersten Halbfinale des Eurovision Song Contest 2022 zugelost, welches am 10. Mai 2022 stattfand. Am 29. März wurde bekanntgegeben, dass das Land die Startnummer 2 erhalten hat. Die Gruppe konnte sich jedoch nicht für das Finale qualifizieren und schied somit aus dem Wettbewerb aus.